# Adesmia sanjuanensis
Adesmia sanjuanensis es una especie de planta floral del género Adesmia, categorizada en la tribu Dalbergieae, de la familia Fabaceae.

## Distribución
Especie nativa de Argentina. Crece en el bioma subártico.

## Taxonomía
Fue descrita por Burkart.
Tratamiento taxonómico
La especie aparece registrada y publicada en Darwiniana 12: 128 (1960).